# Мифи (департамент)
Мифи (фр. Mifi) — один из 8 департаментов Западного региона Камеруна. Находится в центральной части региона, занимая площадь в 402 км².
Административным центром департамента является город Бафусам (фр. Bafoussam). Граничит с департаментами: Бамбутос (на севере и западе), Нун (на севере и востоке), От-Плато (на юге), Менуа (на юго-западе), и Кунг-Кхи (на юге).

Департамент Мифи на карте Западного региона

## Административное деление
Департамент Мифи подразделяется на 4 коммуны:
1. Бафусам (фр. Bafoussam) (городская коммуна)
2. Бафусам (фр. Bafoussam) (сельская коммуна)
3. Конгсо-Бамугум (фр. Kongso-Bamougoum) (сельская коммуна)
4. Лафе-Баленг (фр. Lafé-Baleng)